# Пальма, Якопо (Старший)
Якопо Пальма Старший, Пальма иль Веккьо (итал. Palma il Vecchio), собственно Якопо Негретти (итал. Jacopo Negretti; 1480, Серина Альта близ Бергамо — 30 июля 1528, Венеция) — живописец итальянского Возрождения венецианской школы. Прозвание «Пальма» (итал. рalma) означает «ладонь». Испытал влияние Джованни Беллини и Джорджоне. Работал в «джорджониевском стиле» пасторального «пейзажа с фигурами». Его внучатый племянник Якопо Пальма Младший также был венецианским живописцем.

## Биография
Имя Якопо Пальмы впервые упоминается в венецианских документах в 1510 году, но, вероятно, он уже работал в этом городе и ранее в течение некоторого времени. Возможно, был учеником Андреа Превитали, который также приехал из Бергамо и учился у Джованни Беллини. Ранние работы Пальмы Старшего демонстрируют влияние Беллини, но поздние постепенно приближались к стилю, созданному Джорджоне и Тицианом.
Пальма иль Веккьо провёл большую часть своей жизни в Венеции. Был знаком с Джорджоне. После смерти Джорджоне в 1510 году и Беллини в 1516 году, изгнания из Венеции Себастьяно дель Пьомбо, Лоренцо Лотто и Превитали живописец оказался востребованным, как и Тициан, однако преждевременно скончался в возрасте сорока восьми лет. Многие из картин, ранее приписываемые Джорджоне или Тициану, ныне атрибутируются в качестве произведений Якопо Пальмы Старшего.

## Творчество
Якопо Пальма писал пасторальные пейзажи, населённые мифологическими фигурами, поясные портреты, идеализированных красавиц-венецианок, которых как тогда, так и в наше время подозревают в том, что они являются портретами знаменитых куртизанок Венеции.
Пальма создавал также алтарные картины, развивая традицию «Святых собеседований» (итал. Sacra Conversazione), начатую Беллини: изображение Мадонны с Младенцем и группы святых, заказчиков и донаторов на фоне пейзажа или алтарной ниши. Работы Пальмы 1520-х годов демонстрируют зрелый стиль венецианской школы периода Высокого Возрождения, характеризующийся обогащением пластики фигур, тонким колоритом и разнообразием идеальных типов фигур и лиц.
Одно из лучших произведений художника — полиптих «Святая Варвара со святыми» в церкви Санта-Мария-Формоза в Венеции. Картины отличаются великолепно переданным движением изображённых фигур и блеском гармоничных красок.
Учеником Пальмы Старшего, предположительно, был венецианский живописец Джованни Кариани.

## Галерея

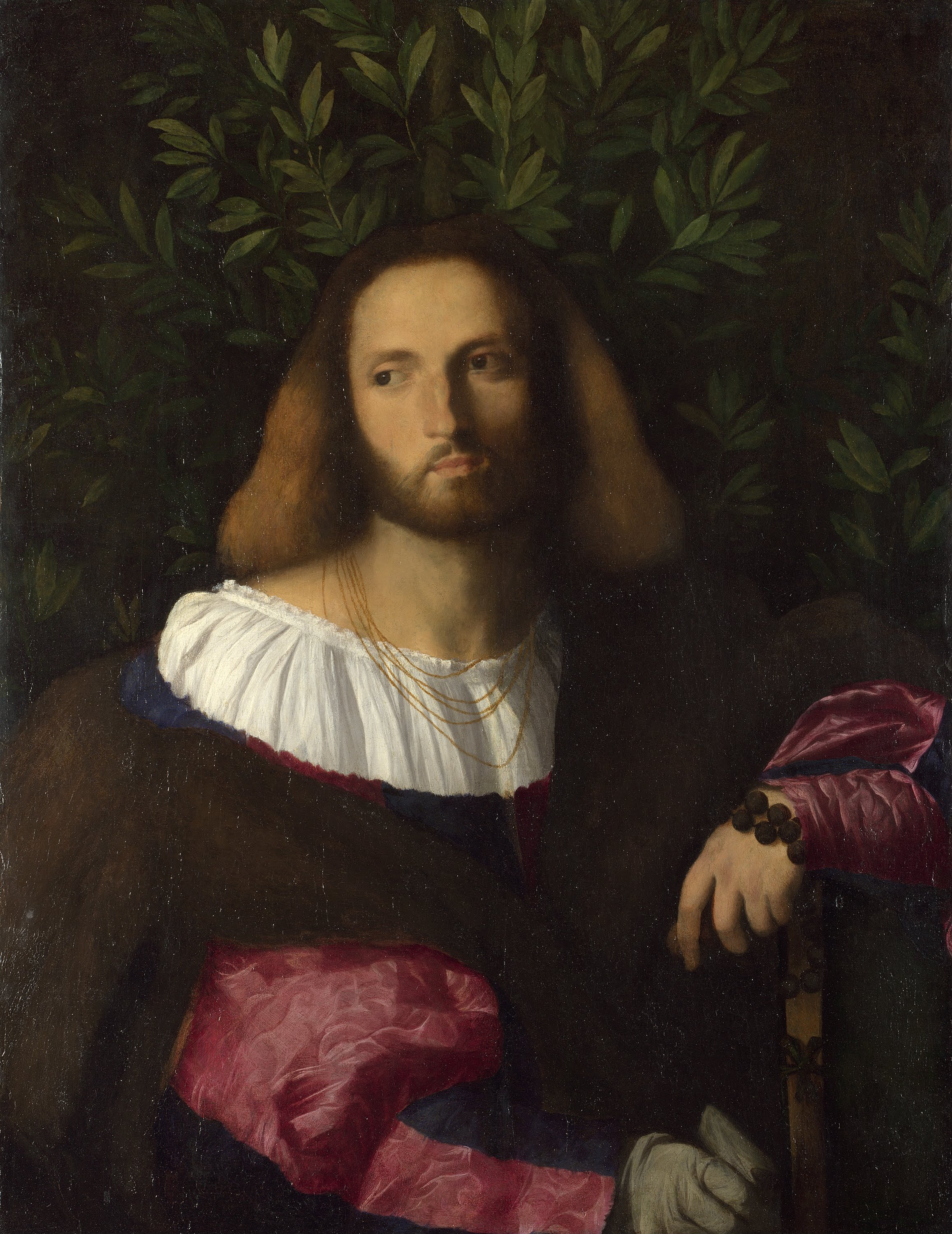
Портрет поэта. Ок. 1516 г. Холст, масло. Национальная галерея, Лондон
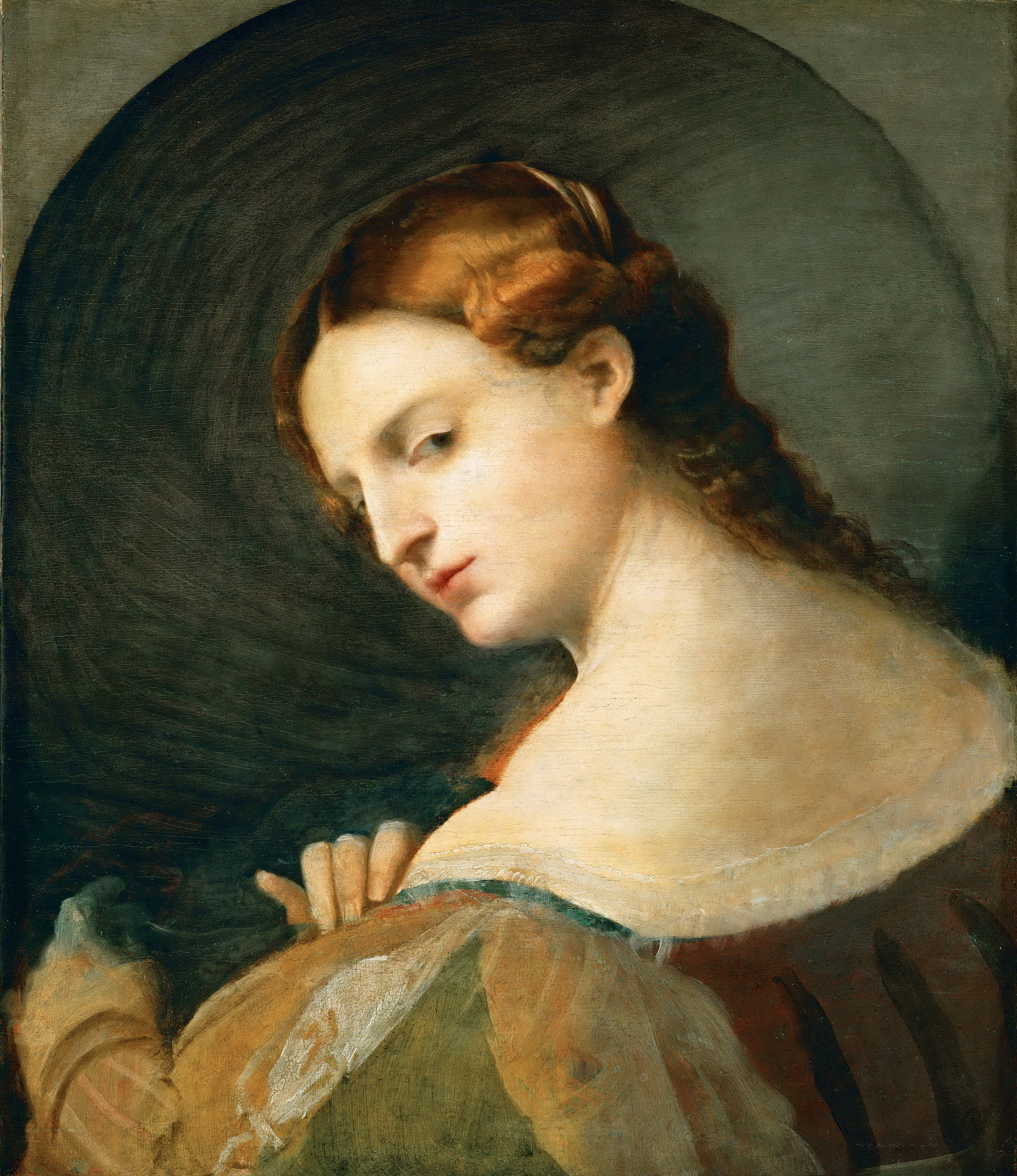
Молодая женщина в профиль. 1512—1514. Дерево, масло. Музей истории искусств, Вена
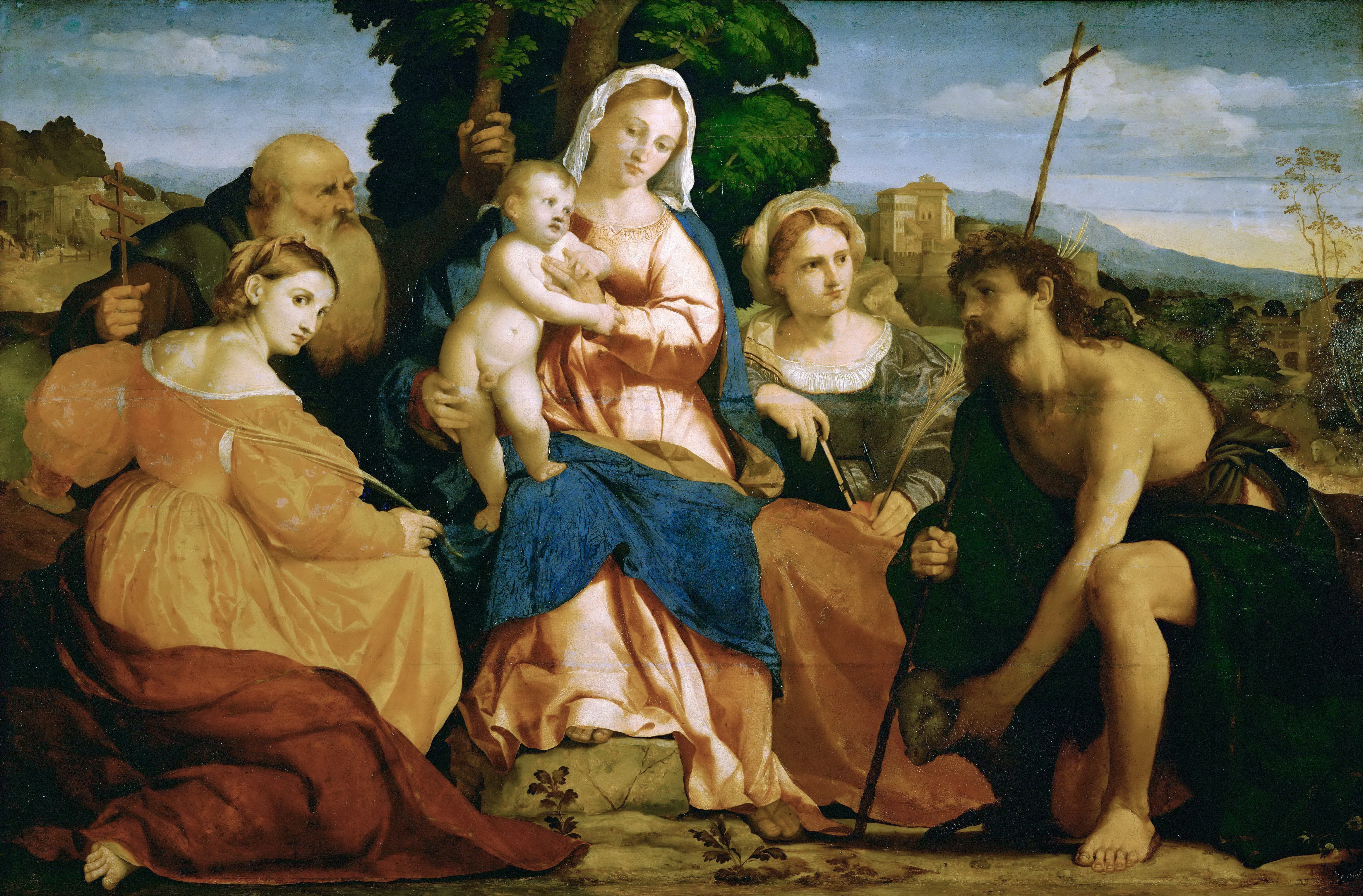
Святое собеседование. Дева Мария с Младенцем и святые Екатерина и Целестин (слева), Иоанн Креститель и Варвара (справа). Ок. 1520 г. Холст, масло. Музей истории искусств, Вена
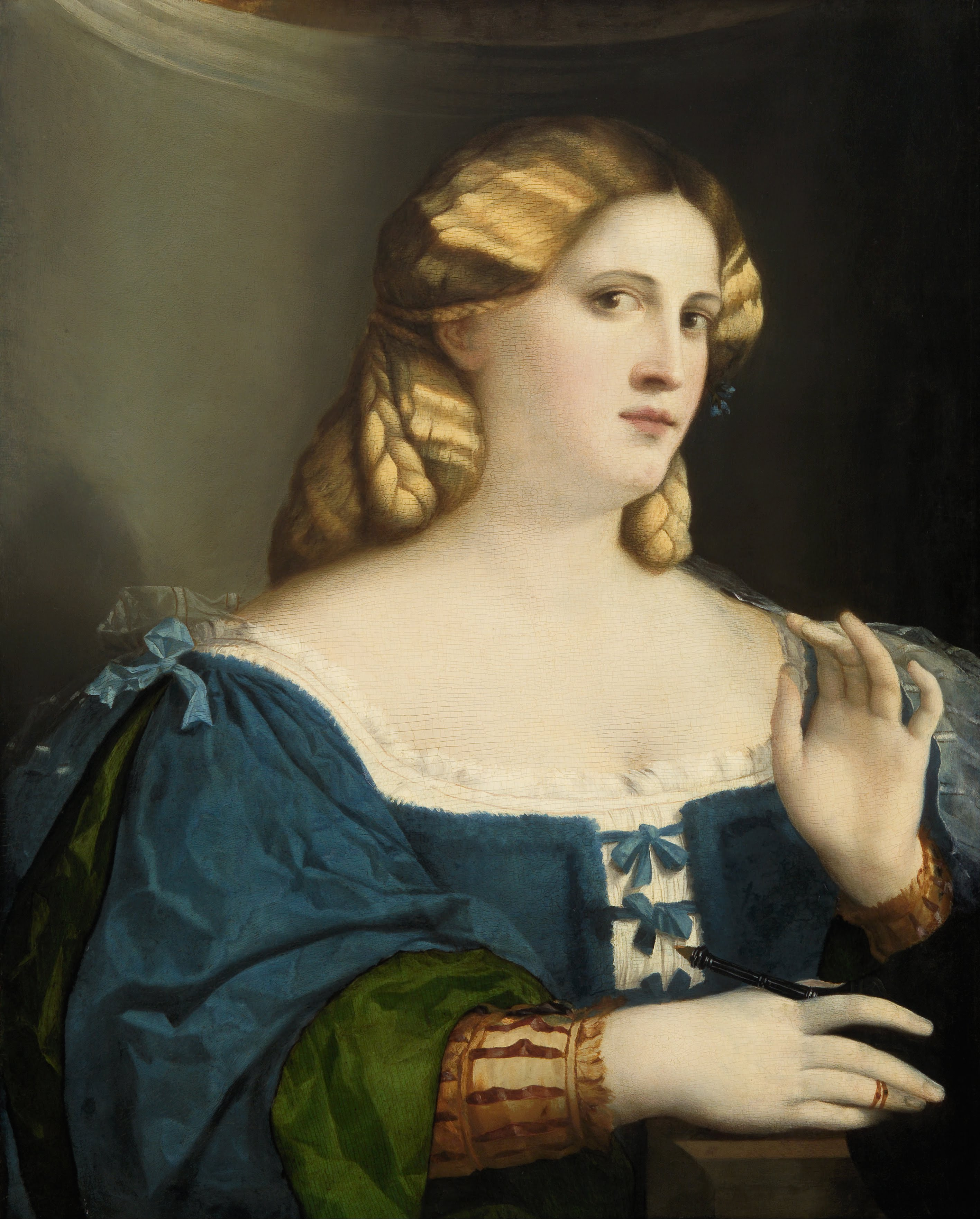
Молодая женщина в голубом. Ок. 1512 г. Холст, масло. Музей истории искусств, Вена
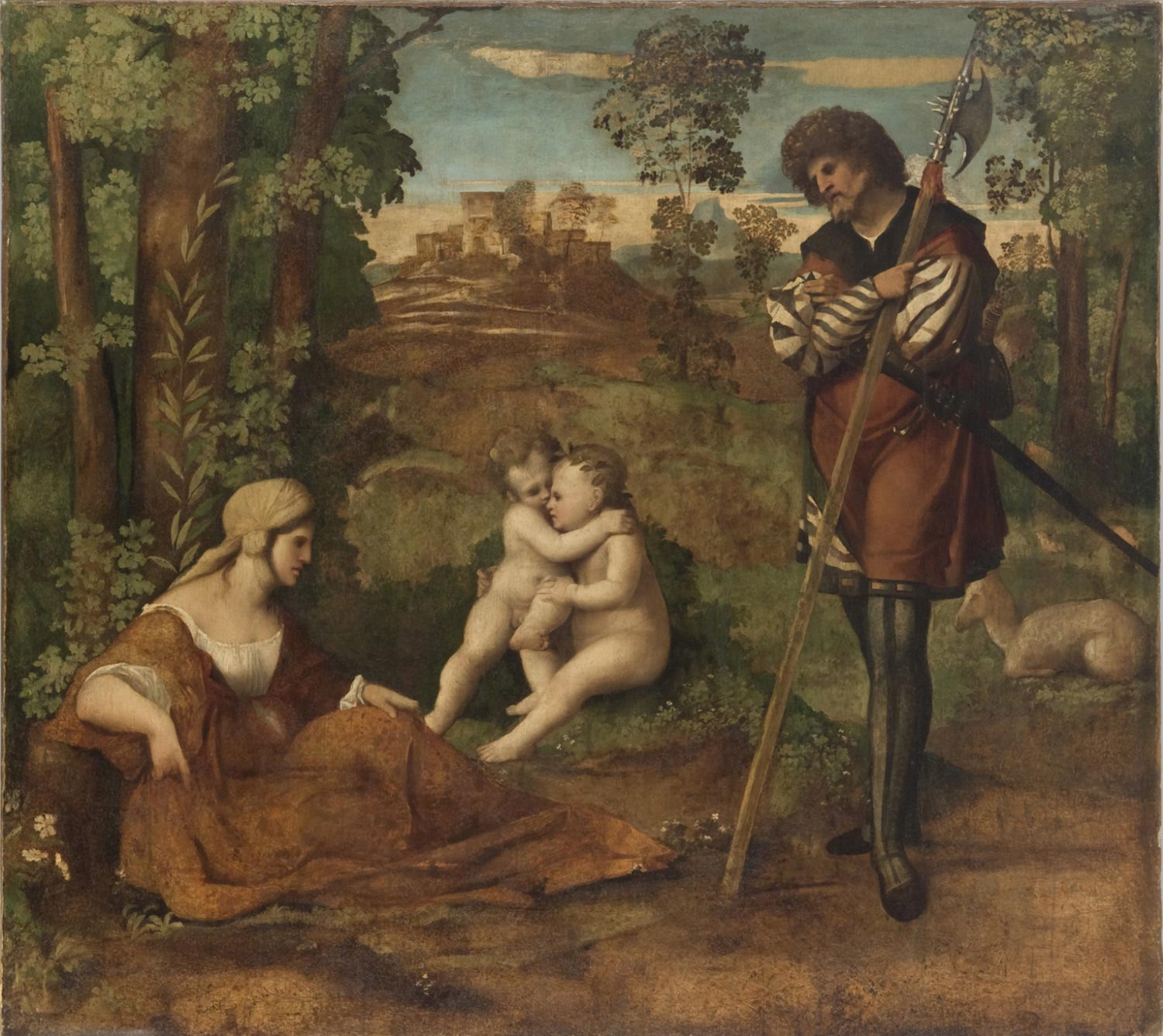
Аллегория. Ок. 1510. Холст, масло. Художественный музей Филадельфии
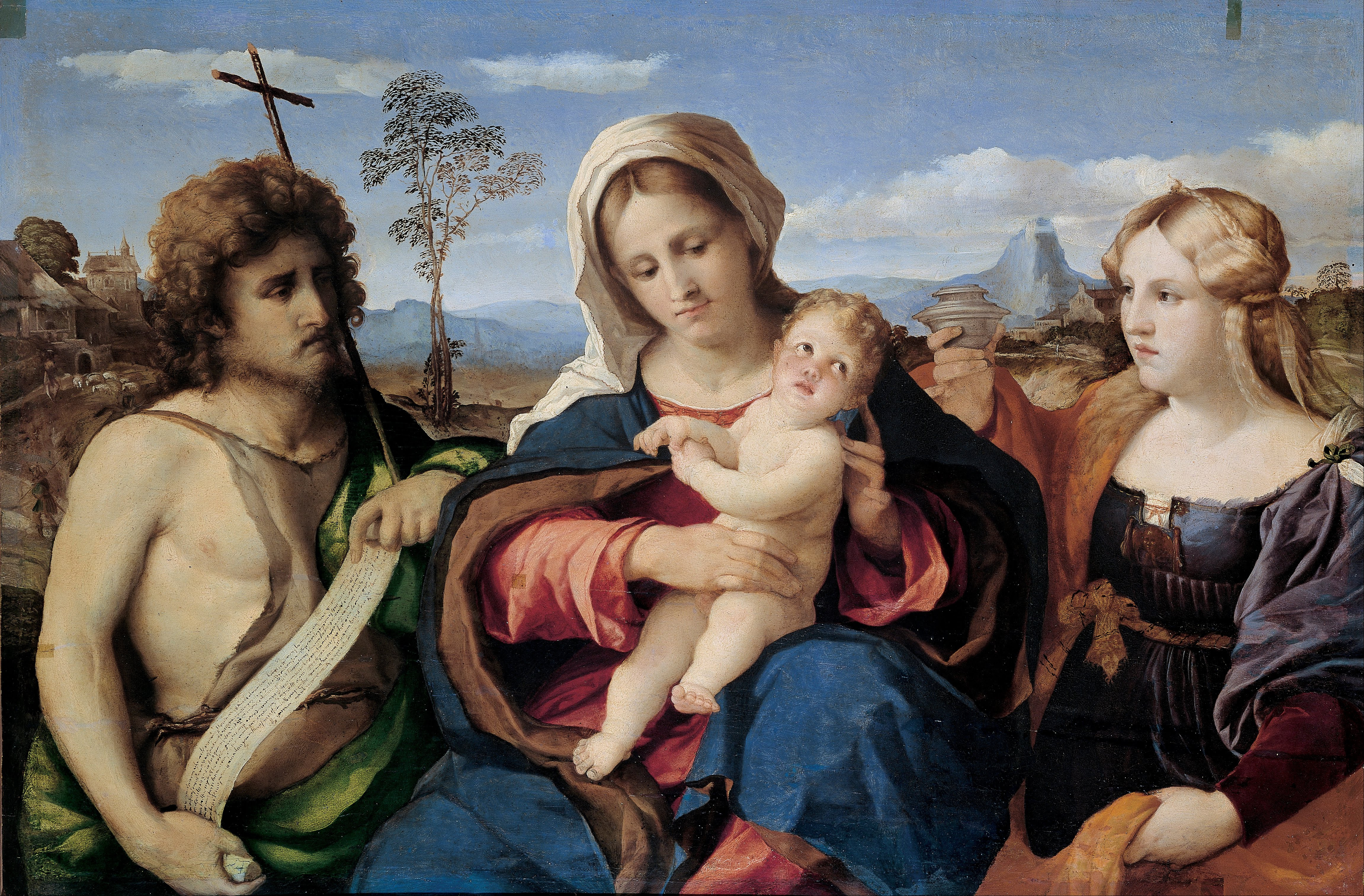
Мадонна с Младенцем, святыми Иоанном Крестителем и Марией Магдалиной. 1520. Дерево, масло. Палаццо Россо, Генуя
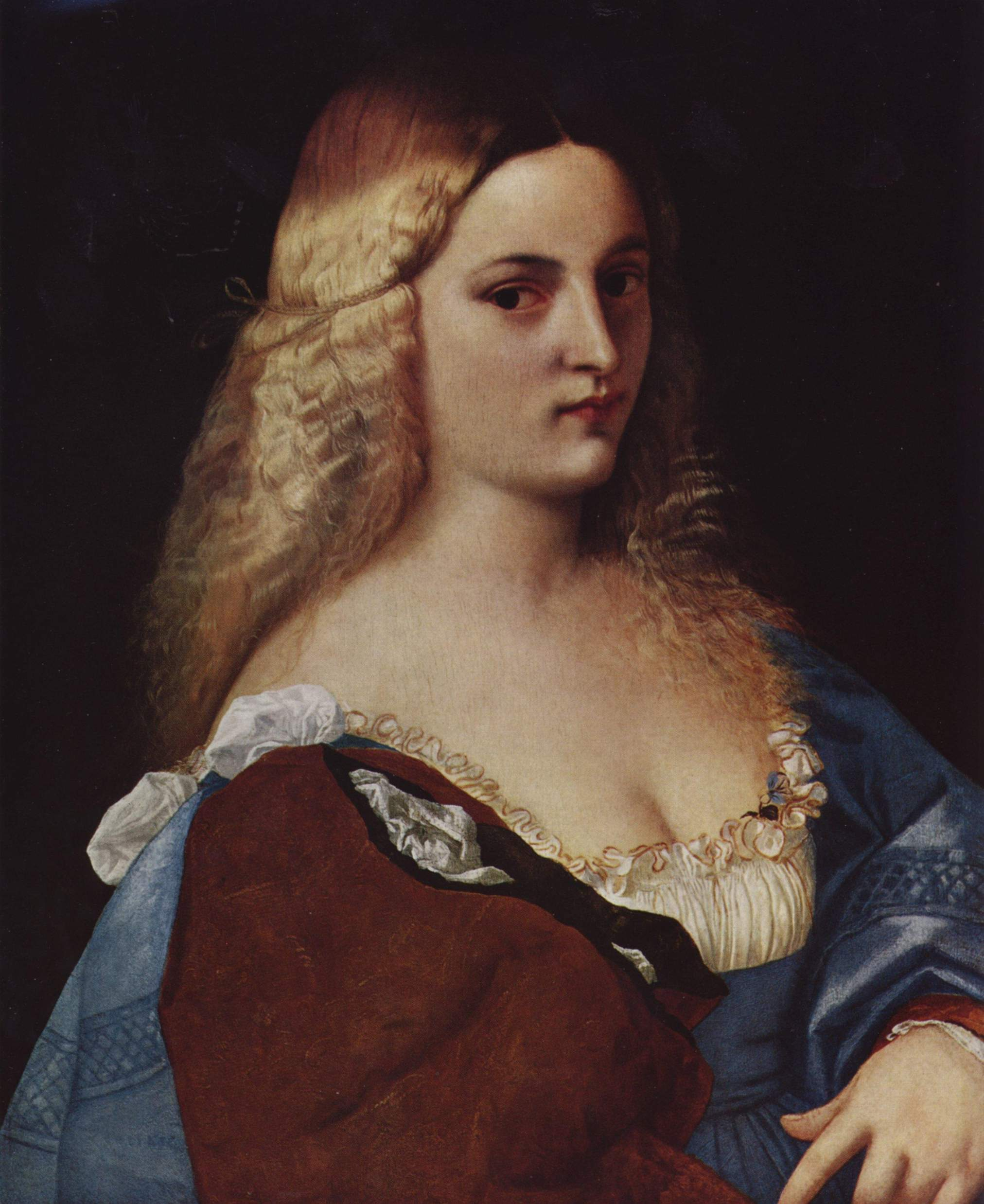
Виоланта. 1520. Холст, масло. Музей истории искусств, Вена
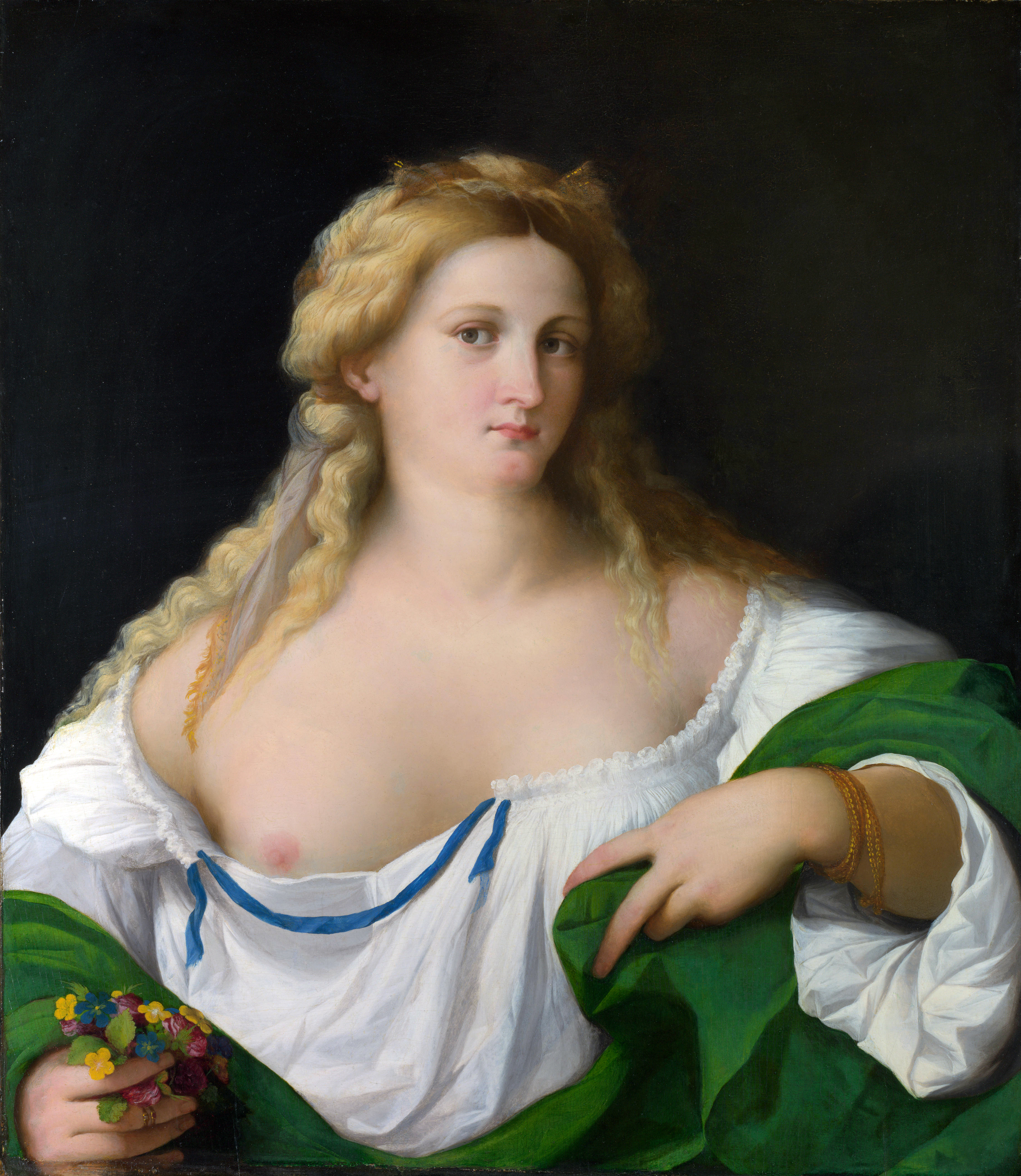
Белокурая женщина. Ок. 1520 г. Дерево, масло. Национальная галерея, Лондон
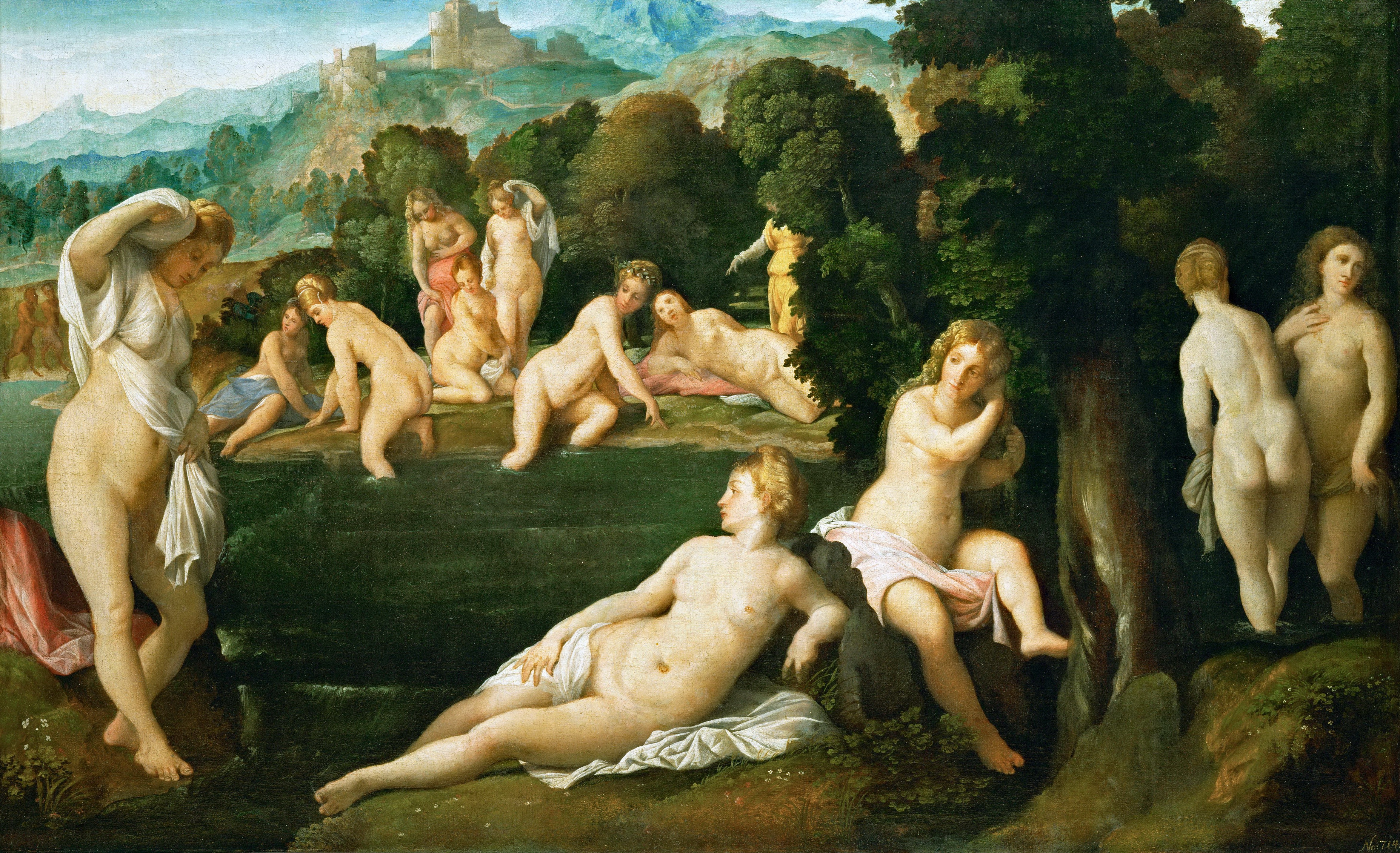
Диана и Каллисто. 1525—1528. Дерево, масло. Музей истории искусств, Вена
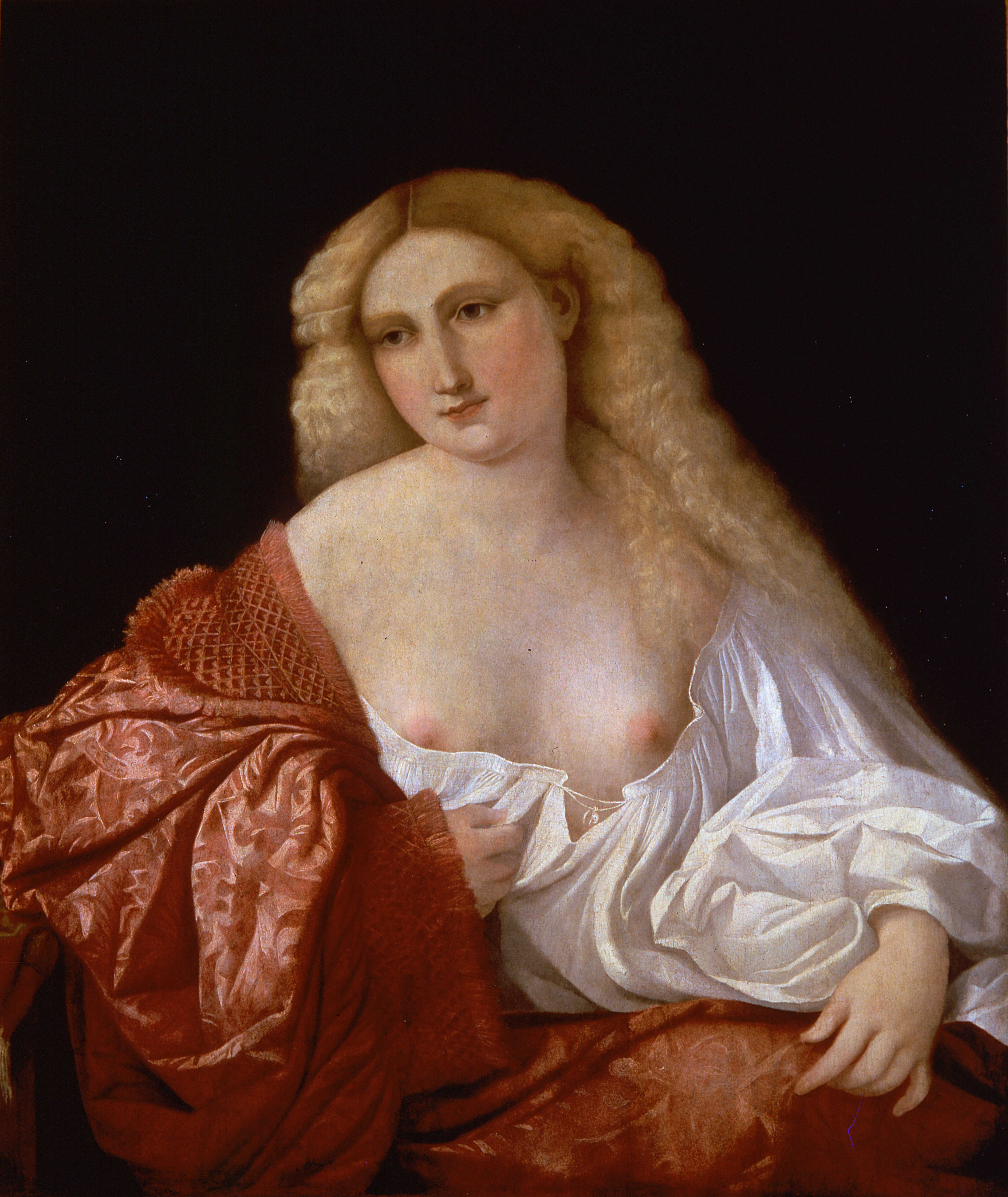
Портрет куртизанки. 1520. Дерево, масло. Музей Польди-Пеццоли, Милан
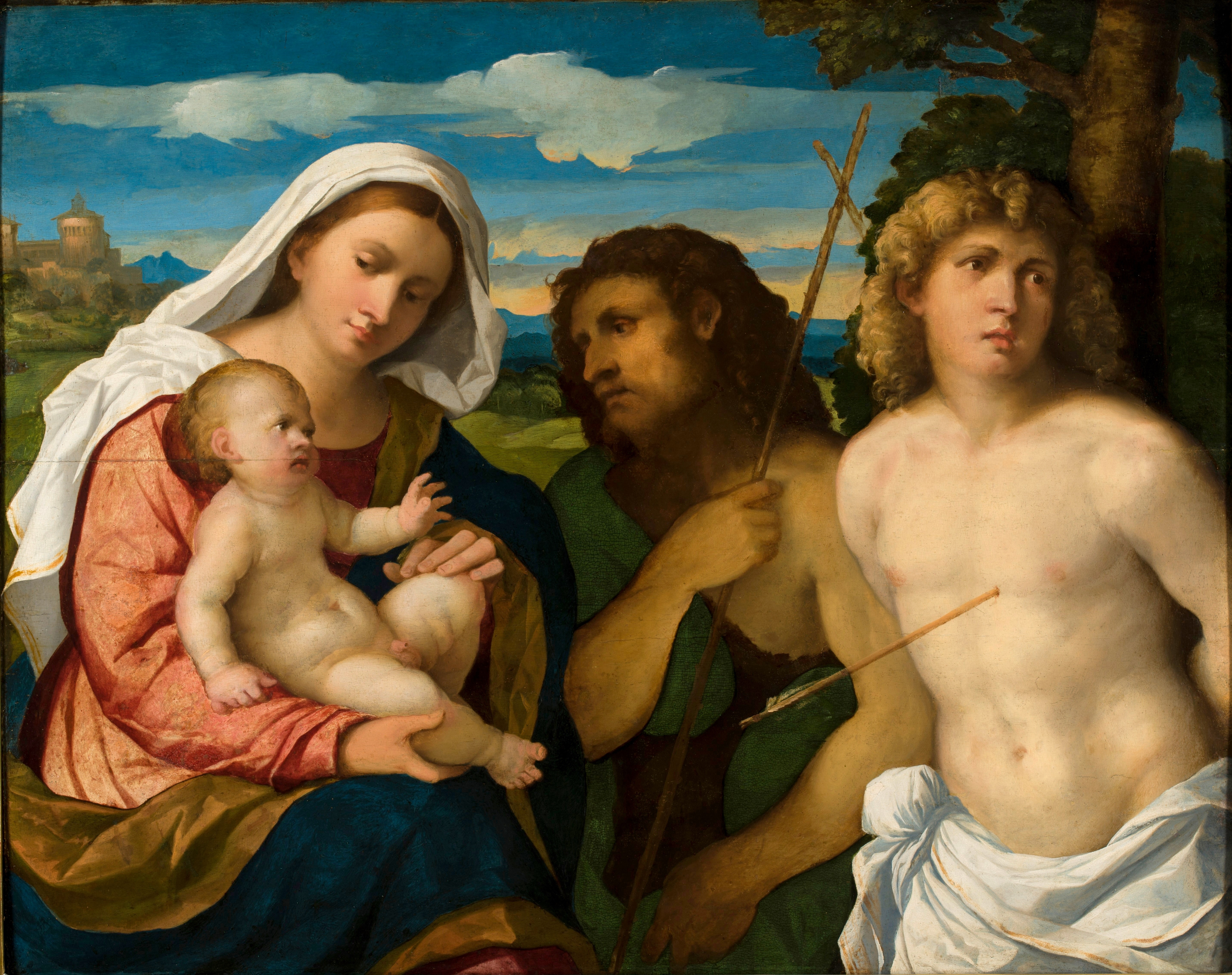
Святое собеседование. Ок. 1518 г. Дерево, темпера. Национальный музей, Познань